# Alexandreion

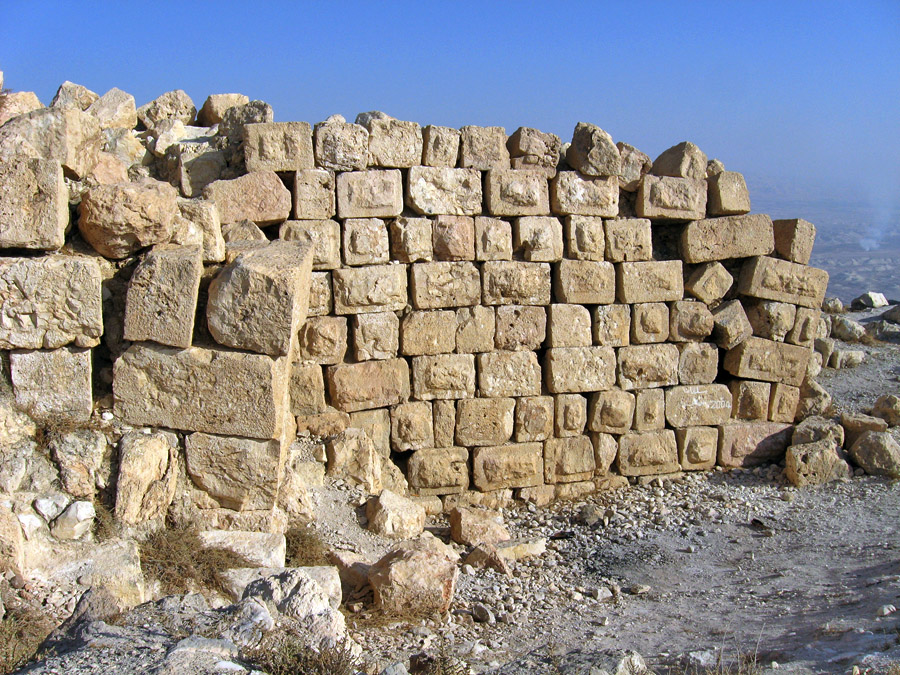
Muro ad Alexandreion.

Alexandreion (in latino: Alexandrium; nella Mishna e nel Talmud: Sartaba; in arabo: Qarn Sartaba), era un'antica fortezza costruita dagli Asmonei , ubicata in cima a una collina a punta e brulla che sovrasta la valle del Giordano da ovest, tra Scitopoli e Gerusalemme.

## Nome

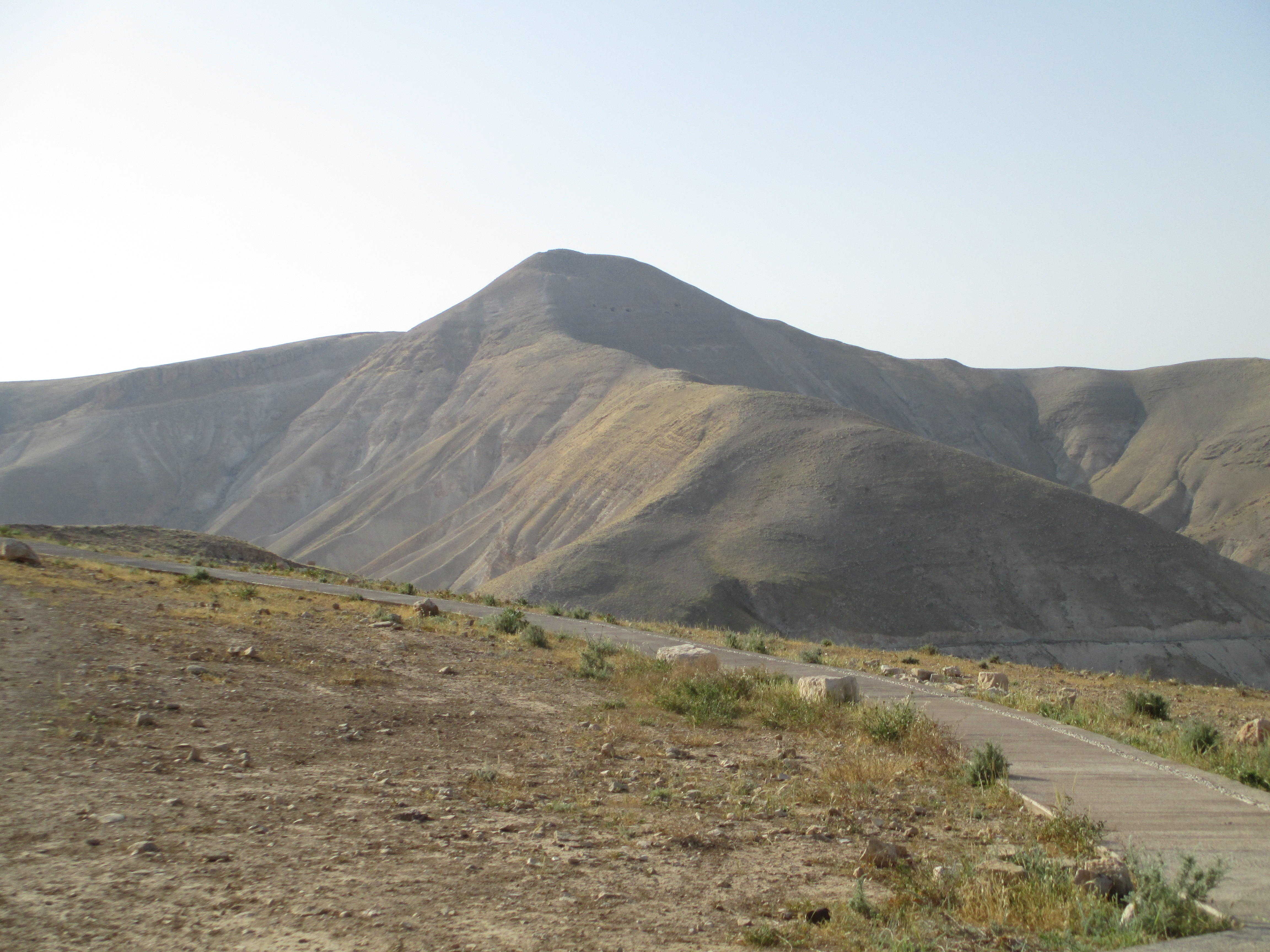
Il Monte Sartaba, un tempo sormontato dalla fortezza di Alexandreion.

La fortezza chiamata "Alexandreion" in greco, semplificata in "Alexandrion" (e latinizzata come "Alexandrium"), è citata da Giuseppe Flavio nelle sue Antichità giudaiche. Fu menzionata nella Mishna e nel Talmud come "Sartaba" e ora è chiamato "Qarn Sartabe" (lett. "Corno di Sartabe") in arabo.

## Storia

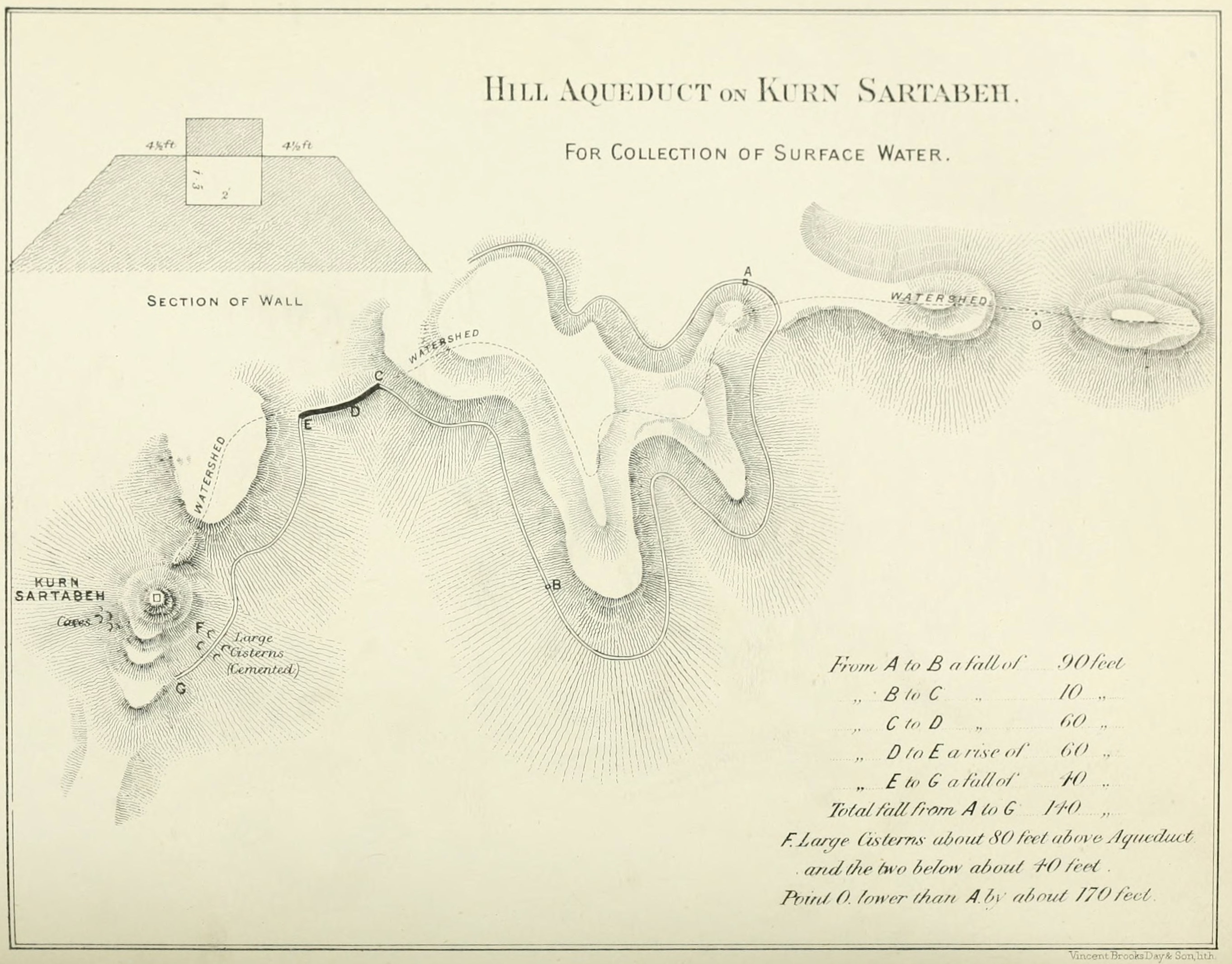
Acquedotto di Khan Sartabeh realizzato dal 1871 al 1877.

Alexandrium fu costruita dagli Asmonei vicino al confine con la Samaria per ospitare una guarnigione militare, oltreché per proteggere i prigionieri politici. Fu poi menzionato durante la conquista della Giudea da parte di Pompeo Magno come roccaforte di Aristobulo II.
Erode il Grande incaricò il fratello Ferora di restaurarla. Erode le conferì il carattere di una sontuosa fortezza nel deserto, simile a quelle che costruì o ricostruì a Masada, Erodione e Machero. La fortezza fu usata come prigione per i suoi oppositori politici, tra i quali la sua seconda moglie Mariamne e sua madre Alessandra, nel 30 d.C.
Fu anche il luogo di sepoltura di due dei figli di Erode -Alessandro e Aristobulo IV- che egli aveva fatto giustiziare a Sebaste nel 7 a.C.
Alexandrium fu infine rasa al suolo da Vespasiano o da Tito durante la Grande Rivolta.